# Bojongasih (Bojongasih)
Bojongasih is een bestuurslaag in het regentschap Tasikmalaya van de provincie West-Java, Indonesië. Bojongasih telt 3386 inwoners (volkstelling 2010).